# Justiniano II
Justiniano II (em grego: Ιουστινιανός Β΄; romaniz.: Ioustinianos II), conhecido como Rinotmetos (Ρινότμητος, Rinotmētos, "o do nariz cortado"), (669–4 de novembro de 711), foi o último imperador bizantino da dinastia heracliana, e governou de 685 a 695 e novamente de 705 a 711.

## Primeiro reinado
Justiniano era o primogénito do imperador Constantino IV, que o associou ao trono em 681, e sua esposa Anastácia. Em 685, Justiniano II sucedeu ao seu pai, como único imperador, com 16 anos de idade.
Graças às vitórias de Constantino IV, a situação nas províncias orientais quando Justiniano II subiu ao trono era estável. Depois de um ataque preliminar contra os Árabes na Arménia, Justiniano conseguiu aumentar a quantia paga pelos Califa Omíadas como tributo anual, e ainda recuperou o controlo e parte de Chipre. Os rendimentos das províncias da Arménia e da Ibéria foram divididos entre os dois impérios. Em 687, como parte dos seus acordos com o Califado, Justiniano deslocou do Líbano 12 000 cristãos maronitas que resistiam permanentemente ao domínio muçulmano.

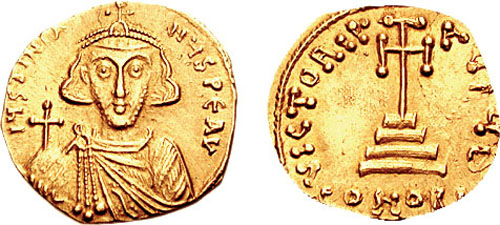
Soldo de Justiniano II, cunhado durante seu primeiro reinado

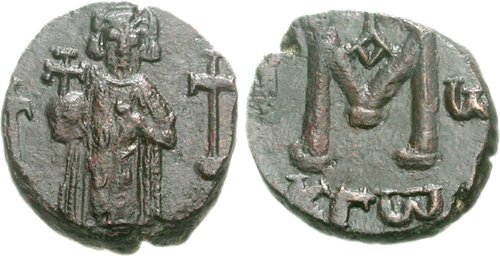
Fólis de Justiniano II, cunhado em Cartago durante seu primeiro reinado

Justiniano aproveitou a paz a Oriente para reconquistar territórios nos Balcãs, então quase inteiramente dominados pelas tribos eslavas. Em 687, Justiniano transferiu tropas de cavalaria da Anatólia para a Trácia. Numa grande campanha militar entre 688 e 689 derrotou os Búlgaros na Macedónia e conseguiu finalmente tomar Tessalónica, a segunda maior cidade bizantina na Europa.
Os eslavos subjugados foram reinstalados na Anatólia, onde deveriam constituir um exército de 30 000 homens. Encorajado pelo aumento das suas tropas na Anatólia, Justiniano decidiu lançar uma nova guerra contra os Árabes. Justiniano venceu uma batalha na Arménia em 693, mas as suas novas tropas foram subornadas pelos Árabes e revoltaram-se. O imperador derrotou os revoltosos eslavos, mas a guerra contra os Árabes estava perdida, e aqueles conquistaram a Arménia entre 694 e 695.
Entretanto, a feroz perseguição que os imperador movia ao Maniqueísmo e a supressão das tradições populares de origem não-Ortodoxa causaram cisões dentro da Igreja. Em 692, Justiniano convocou o chamado Concílio Quinisexto, em Constantinopla, para consubstanciar a sua política, com a qual comprometeu as relações com a Igreja Católica. O imperador ordenou a prisão do papa Sérgio I, o seu exército de Ravena revoltou-se e passou-se para o lado do papa.
Por meio de seus sequazes Estêvão e Teódato, o imperador extorquia os fundos para satisfazer os seus gostos pessoais extravagantes e a sua obsessão com a construção de edifícios dispendiosos. As exigências económicas e o descontentamento religioso provocaram uma revolta comandada por Leôncio em 695 e, depois de cortarem o nariz do imperador (o que lhe deu o cognome), baniram-no para Quersoneso na Crimeia. Leôncio, tendo reinado três anos, foi por sua vez destronado e feito prisioneiro por Tibério III, que se tornou imperador.

## Exílio
Justiniano tornou-se perigoso em Quersoneso e as autoridades da cidade decidiram enviá-lo de regresso a Constantinopla em 702 ou 703. Justiniano escapou e foi ajudado por Ibúsiro Gliabano (Busir Glavan), o grão-cã dos Cazares, que o recebeu entusiasticamente e que lhe deu a sua irmã, rebaptizada Teodora, como esposa. Deram-lhes uma casa na cidade de Fanagória, à entrada do mar de Azov. Tibério ofereceu um suborno a Busir para que este assassinasse o seu meio-irmão, e enviou dois funcionários Cazares Papatzis e Balgitzin para cometerem o crime. Avisado pela sua mulher, Justiniano estrangulou os dois com as suas próprias mãos. Alcançou Quersoneso num barco de pesca, convocou os seus apoiantes e dali rumaram todos a Ocidente atravessando o Mar Negro.
Justiniano foi ao encontro de Tervel da Bulgária. Tervel aceitou prestar todo o auxílio militar necessário a que Justiniano recuperasse o trono em troca de compensações financeiras, de uma coroa de César e da mão da filha de Justiniano, Anastásia. Na Primavera de 705, Justiniano surgiu junto às muralhas de Constantinopla à frente de um exército de 15.000 cavaleiros búlgaros. Incapaz de tomar a cidade à força, Justiniano e alguns companheiros entraram por uma passagem de água sob as muralhas da cidade, reuniram os seus partidários e tomaram controlo da cidade num golpe de mão. Justiniano subia uma vez mais ao trono, e mandou executar os seus rivais Leôncio e Tibério juntamente com muitos dos seus partidários, além de ter cegado e deposto o patriarca de Constantinopla Calínico I.

## Segundo reinado

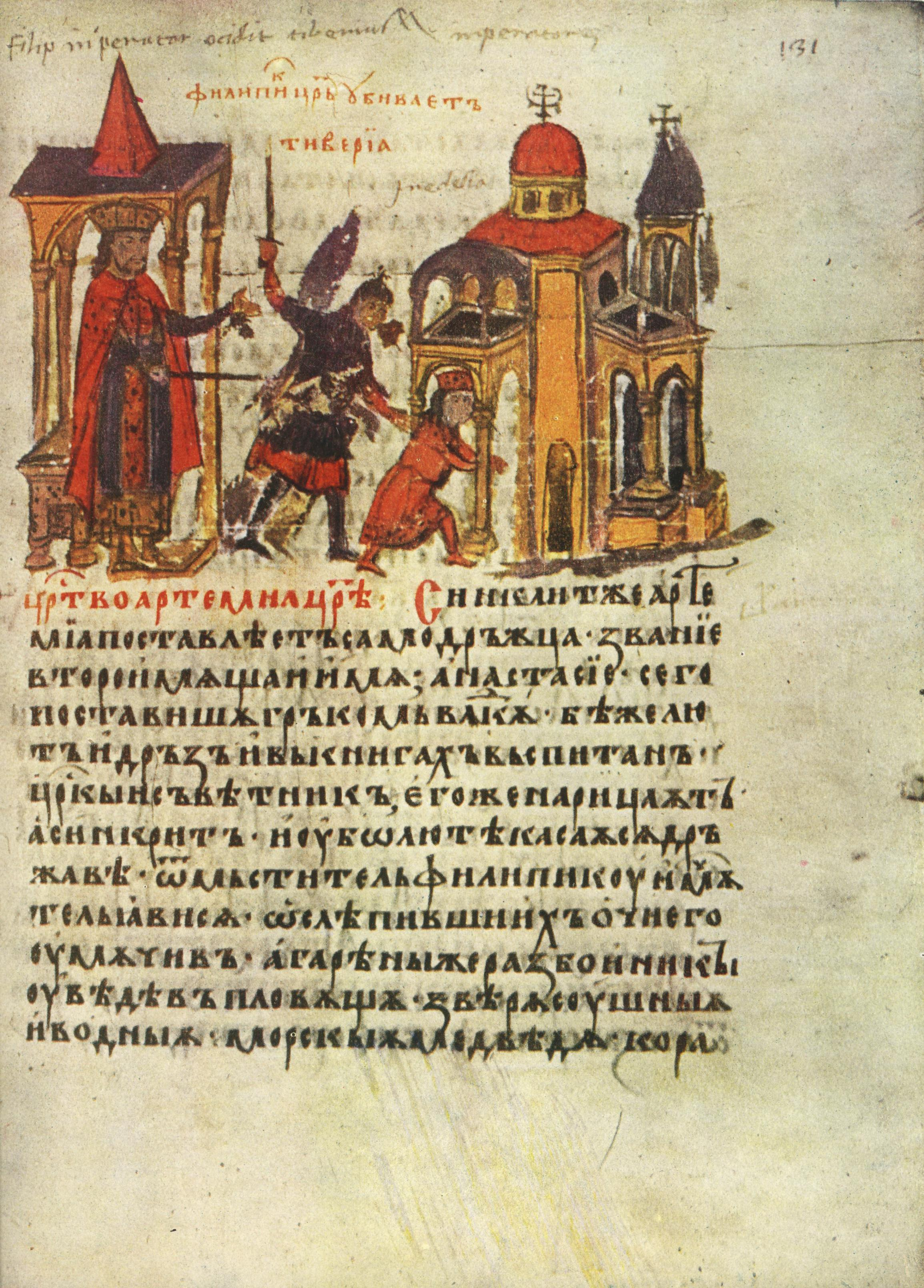
Miniatura 46 da Crônica de Constantino Manasses, século XIV: Assassinato de Tibério, filho de Justiniano II, sob as ordens do imperador Filipico.

O seu segundo reinado foi marcado por uma guerra desastrosa contra os Búlgaros e contra o Califado Omíada, e ainda pela cruel repressão da oposição interna. Em 708, Justiniano virou-se contra o cã búlgaro Tervel e invadiu a Bulgária, com o objectivo de recuperar os territórios cedidos em 705. Os Bizantinos foram derrotados na Batalha de Anquíalo e obrigados a retirar. A esta derrota seguiram-se vitórias dos Árabes na Ásia Menor, onde as cidades da Cilícia caíram nas mãos dos califas, que atingiram a Capadócia em 709–711.
Justiniano estava mais preocupado em castigar os seus súbditos de Ravena e de Quersoneso. Ordenou ao papa João VII que reconhecesse as decisões do Concílio Quinisexto e ao mesmo tempo mandou equipar uma expedição punitiva contra Ravena em 709. A repressão teve êxito, e o novo papa Constantino deslocou-se a Constantinopla em 710, cedendo a algumas das exigências do imperador e restabelecendo as relações entre o Império e a Santa Sé. Esta seria a última visita de um papa à cidade até a visita de Paulo VI em 1967.
Há indicações de que Justiniano contribuiu para o desenvolvimento da organização do império em temas e que procurou proteger os camponeses livres, que constituíam a principal reserva de recrutamento do Império.
A tirania de Justiniano provocou mais uma revolta contra ele. Quersoneso revoltou-se e, comandada pelo general exilado Vardanes, a cidade aguentou o contra-ataque das forças leais ao imperador e estas até se passaram para o lado dos revoltosos. Os rebeldes conseguiram então o controlo da capital e proclamaram Vardanes imperador com o nome de Filípico. Justiniano estava nessa altura a caminho da Arménia e não pudera regressar a Constantinopla a tempo de defender a cidade. Foi detido e executado fora da cidade em dezembro de 711, e a sua cabeça foi enviada a Filípico como um troféu.
Ao saber da morte de Justiniano, a mãe do imperador, Anastácia, levou Tibério, co-imperador e filho de Justiniano, com seis anos de idade, para a Igreja de Santa Maria de Blaquerna, mas foi perseguida pelos sicários de Filípico, os quais, tendo arrastado a criança para fora da igreja, mataram-na, extinguindo assim a linhagem de Heráclio.

## Família
Com a sua primeira esposa Eudócia, Justiniano II teve:
- Uma filha de nome desconhecido e chamada de Anastácia, noiva prometida a Tervel da Bulgária. Não se sabe se o casamento foi realizado.

Com a sua segunda esposa, Teodora da Cazária, Justiniano II teve um filho:
- Tibério, co-imperador de 706 a 711.